# Ленинский (Железногорский район)
Ле́нинский — посёлок в Железногорском районе Курской области. Входит в состав Михайловского сельсовета.

## География
Расположен в центральной части района на высоком правом берегу в излучине реки Свапы. Примыкает с северо-запада к слободе Михайловки. С восточной стороны, на другом берегу реки — крупный Громашевский песчаный карьер.
Климат
характеризуется умеренной континентальностью, большой продолжительностью безморозного периода, достаточным годовым количеством осадков и тепла и является характерным для западного агроклиматического района Курской области.
По условиям теплообеспеченности растений относится к умеренному поясу, входящему в состав лиственно-лесной климатической области России.
По данным метеостанции основные климатические показатели следующие: среднегодовая температура воздуха +5,4 С, продолжительность безморозного периода 149 дней, гидротермический коэффициент — показатель влагообеспеченности — равен 1,2 (умеренное увлажнение).

## История
В 1959 году на территории посёлка начал работать маслозавод. В 1960-е годы предприятием руководил Николай Семенович Байцеров. В 1980-е годы маслозавод был реогрганизоан в подразделение подсобного хозяйства Михайловского ГОКа, которым руководил Н. А. Осоцкий.
Согласно Закону Курской области от 21 октября 2004 года № 48-ЗКО «О муниципальных образованиях Курской области» входит в состав образованного МО «Михайловский сельсовет».

## Население
| 1979 | 2002 | 2010 |
| ---- | ---- | ---- |
| 45   | ↘43  | ↗47  |

национальный состав
Согласно результатам переписи 2002 года, в национальной структуре населения русские составляли 98 % от 43 жителей.

## Инфраструктура
Личное подсобное хозяйство.

## Транспорт
Остановка общественного транспорта «Ленинский».